# Подольский (Саратовская область)
Подольский —опустевший поселок в Питерском районе Саратовской области, в составе сельского поселения Орошаемого муниципального образования.

## География
Находится на расстоянии примерно 5 километров по прямой на восток-северо-восток от районного центра села Питерка.

## История
Поселок возник в конце XIX века. Назывался хутор Дубовское, позже представлял собой 3-е отделение совхоза «Орошаемый».

## Население
Постоянное население составляло 50 человек в 2002 году (казахи 88 %), 3 в 2010.
По состоянию на 2020 год поселок заброшен.